# Guerra híbrida
La guerra híbrida (també anomenada atac híbrid, estratègia híbrida, tàctiques híbrides o conflicte híbrid) és una teoria de l'estratègia militar en la qual s'utilitzen tota classe de mitjans i procediments, ja sigui la força convencional o qualsevol altre mitjà irregular com la insurrecció, el terrorisme, la migració, els recursos naturals i fins i tot uns altres de més sofisticats mitjançant l'ús de les últimes tecnologies (guerra cibernètica) amb altres mètodes d'influència com les notícies falses, diplomàcia, guerra jurídica i intervenció electoral a l'estranger i en les quals la influència sobre la població resulta vital. És un nou tipus de guerra que "ve a donar per superada la guerra asimètrica (exèrcit convencional contra força insurgent)". Un avantatge d'aquesta estratègia és que l'agressor pot evitar que li atribueixin l'atac (una idea en certa manera similar a la negació plausible).
Els conflictes híbrids impliquen esforços a diferents nivells amb l'objectiu de desestabilitzar un estat funcional i provocar una polarització de la societat. A diferència del que ocorre en la guerra convencional, el “centre de gravetat” de la guerra híbrida és un sector determinat de la població. L'enemic tracta d'influenciar els estrategs polítics més destacats i els principals responsables de la presa de decisions combinant l'ús de la pressió amb operacions subversives. L'agressor sovint recorre a actuacions clandestines per no assumir la responsabilitat o les possibles represàlies.
És un concepte de recent creació (de l'any 2014) amb una definició imprecisa en la qual segons l'autor s'estableixen diferents matisos, com per exemple en establir si l'ocupació dels mitjans convencionals i irregulars es realitza de forma simultània o no. El concepte guerra híbrida com una nova forma de guerra no ha aconseguit fer-se un lloc en la doctrina de defensa dels Estats Units, per exemple, sinó que el terme és usat per referir-se de forma imprecisa a la complexitat del conflicte irregular.

## Exemples
Com a exemple de guerra híbrida es pot citar la guerra a l'est d'Ucraïna. En aquest conflicte s'uneixen forces regulars i irregulars, desinformació i una aparatosa presència militar en una ofensiva limitada.
El 2021 la UE i l'OTAN van qualificar d'atac híbrid la crisi migratòria entre Belarús i la Unió Europea del 2021.